# Sō Hirao
Sō Hirao (平尾 壮 Hirao Sō?, nacido el 1 de julio de 1996 en Osaka) es un futbolista japonés que se desempeña como defensa.

## Trayectoria

### Clubes
| Club               | País  | Año         |
| ------------------ | ----- | ----------- |
| Gamba Osaka        | Japón | 2015 - 2017 |
| J. League sub-22   | Japón | 2015        |
| Gamba Osaka sub-23 | Japón | 2016 - 2017 |
| Avispa Fukuoka     | Japón | 2018        |

## Estadística de carrera

### J. League
| Club               | Año   | J. League | J. League | Copa J. League | Copa J. League | Total | Total |
| Club               | Año   | Part.     | Goles     | Part.          | Goles          | Part. | Goles |
| ------------------ | ----- | --------- | --------- | -------------- | -------------- | ----- | ----- |
| Gamba Osaka        | 2015  | 0         | 0         | 1              | 0              | 1     | 0     |
| Gamba Osaka        | 2016  | 0         | 0         | 0              | 0              | 0     | 0     |
| Gamba Osaka        | 2017  | 0         | 0         | 1              | 0              | 1     | 0     |
| J. League sub-22   | 2015  | 9         | 0         | -              | -              | 9     | 0     |
| Gamba Osaka sub-23 | 2016  | 27        | 1         | -              | -              | 27    | 1     |
| Gamba Osaka sub-23 | 2017  | 24        | 0         | -              | -              | 24    | 0     |
| Total              | Total | 60        | 1         | 2              | 0              | 62    | 1     |